# Jules Trochu
Louis Jules Trochu (Palais, 12 de Março de 1815 — Tours, 7 de Outubro de 1896) foi um político francês. Ocupou o cargo de primeiro-ministro da França, entre 4 de Setembro de 1870 a 18 de Fevereiro de 1871.

## Carreira
Em 1866 Trochu foi empregado no ministério da guerra na preparação de esquemas de reorganização do exército, e publicou anonimamente no ano seguinte L'Armée française en 1867, uma obra inspirada no sentimento orleanista, que teve dez edições em poucos meses e chegou a um vigésimo em 1870. Esta brochura causou-lhe mau cheiro na corte, e ele deixou o escritório de guerra com meio salário e foi recusado um comando no campo com a eclosão da Guerra Franco-Prussiana. Após os desastres anteriores em 1870, foi nomeado pelo imperador primeiro comandante das tropas do campo de Châlons, e logo depois (17 de agosto) governador de Parise comandante-em-chefe de todas as forças destinadas à defesa da capital, incluindo cerca de 120 000 soldados regulares, 80 000 móveis e 330 000 Guardas Nacionais.
Trochu trabalhou energicamente para colocar Paris em estado de defesa e durante todo o Cerco de Paris mostrou-se um mestre da defensiva passiva. Na revolução de 4 de setembro tornou-se presidente do Governo de Defesa Nacional, além de seus outros cargos. Seu "plano" de defesa da cidade gerou expectativas fadadas ao desapontamento; as sucessivas incursões feitas sob pressão da opinião pública não tiveram sucesso, e tendo declarado em uma de suas proclamações que o governador de Paris nunca capitularia, quando a capitulação se tornou inevitável ele renunciou ao governo de Paris em 22 de janeiro de 1871 para o general Joseph Vinoy, mantendo a presidência do governo até depois do armistício em fevereiro.
Ele foi eleito para a Assembleia Nacional por oito departamentos e sentou-se para Morbihan. Em outubro, ele foi eleito presidente do conselho geral de Morbihan. Em julho de 1872 aposentou-se da vida política e em 1873 do exército. Publicou em 1873 Pour la vérité et pour la justice, em justificação do governo de defesa nacional, e em 1879 L'Armée française en 1879, par un officier en retraite, uma espécie de suplemento à sua obra anterior de 1867.
Ele morreu em Tours.